# Od szeptu do krzyku
Od szeptu do krzyku (ang. From a Whisper to a Roar) – amerykański film dokumentalny z 2012 roku wyreżyserowany przez Bena Mosesa. Przedstawia wybrane przypadki konfliktu między władzą a społeczeństwem w pięciu krajach świata (Egipt, Malezja, Ukraina, Wenezuela i Zimbabwe). W Polsce prezentowany m.in. na Międzynarodowym Festiwalu Filmów Dokumentalnych HumanDOC.